# Schloss Birnbach

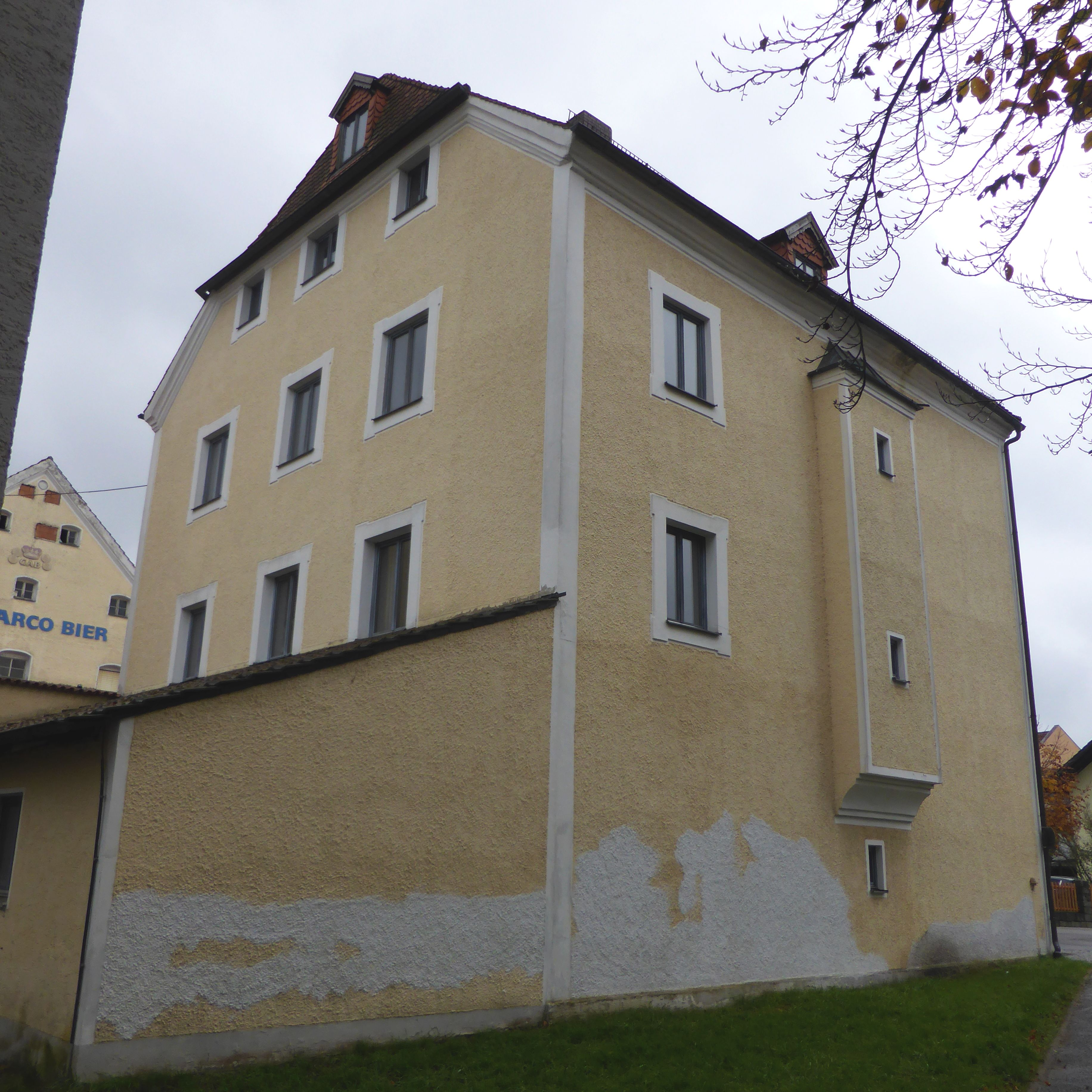
Schloss Birnbach

Das Schloss Birnbach bzw. die ehemalige Hofmark Birnbach befindet sich im niederbayerischen Markt Bad Birnbach im Landkreis Rottal-Inn von Bayern (Graf-Arco-Straße 1). Die Anlage wird als Bodendenkmal unter der Aktennummer D-2-7544-0092 im Bayernatlas als „untertägige mittelalterliche und frühneuzeitliche Befunde und Funde im Bereich des ehem. Schlosses von Birnbach und seines mittelalterlichen Vorgängerbaus“ geführt. Ebenso ist es unter der Aktennummer D-2-77-113-4 als denkmalgeschütztes Baudenkmal von Bad Birnbach aufgeführt.

## Geschichte
Das Hochstift Passau erhielt am 24. Juni 812 die Güter des Ruman und Gerhart von Birnbach gegen Überlassung der lebenslangen Nutzungsrechte (Passauer Traditionen, Nr. 64: Ego enim Ruman et Gerhart tradidimus … in loco … Pirinpach). Über den Umfang der Schenkung ist nichts Genaues bekannt, es wird aber alles Vermögen cum campis et pratis cultam terram et incultam simulque cum Mancipiis übergeben. Eine Säkularpfarrei in Birnbach mit einem Marienpatrozinium ist eventuell von Passau aus gegründet worden und 1200 urkundlich erwähnt. Birnbach wird auch als Sitz eines vermutlich edelfreien Adelsgeschlechts von Birnbach angesehen, das bereits im 12. Jahrhundert auftaucht. Das Domkapitel Passau hat zu Birnbach Güter von dem Passauer Bischof Rupert I. zwischen 1160 und 1163 erhalten. Auch noch Mitte des 14. Jahrhunderts besaß das Domkapitel zu Pyrenbach nach Angaben des Freisinger Urbars einige Güter.
Nach dem Niedergang der Ortenburger sind für die Wittelsbacher Herzöge im Urbars- und Vogteiverzeichnis (zwischen 1395 und 1423) für das Gericht an der Rott sechs Schergenämter ausgewiesen: Birnbach, Ostendorf, Pfarrkirchen, Morntal, Amt dez Wirsings und Massing. Die Ämter waren wiederum in Obmannschaften eingeteilt, von denen es im Amt Pirnpach zuerst fünf und 1752 drei (Hirschbach, Birnbach, Hitzing) gab. Dem Herzog unterstand zudem ein Hof in Niederpiernpach und Vogtei über Obernpiernpach.
1410 verkauft Görg der Sulzberger den Hof und die Hofmark zu Birnbach an seinen Bruder Christian dem Perger zu Perach. 1470 ist hier Wolfgang Westerkirchner nachgewiesen. 1522 war Birnbach an die Kinder (Stephan, Peter und Anna) des Verstorbenen übergegangen. Als Gewalthaber fungierten Hans Viergolt zum Schreihof und Hans Tattenbach zu Tattenbach. Aus dem Lehensrevers des Peter Westerkirchner vom 12. Mai 1528 geht hervor, dass er auch die Anteile seiner Mutter und seines Bruders geerbt hatte. 1531 ist Birnbach in die Hände des Christoph Emhofers übergegangen, der Lehensträger seiner Frau Anna Westkirchner war. Bereits 1538 war Adam Walchsinger Besitzer von Birnbach. 1580 bekam Hans Vorstauer als Schwiegersohn der Witwe des Adam Walchsingers Birnbach als Lehen. Zwischen 1606 und 1609 wird ihm die Niedergerichtsbarkeit auf seinen einschichtigen Gütern entzogen und dem Landgericht Pfaffenhofen übertragen.

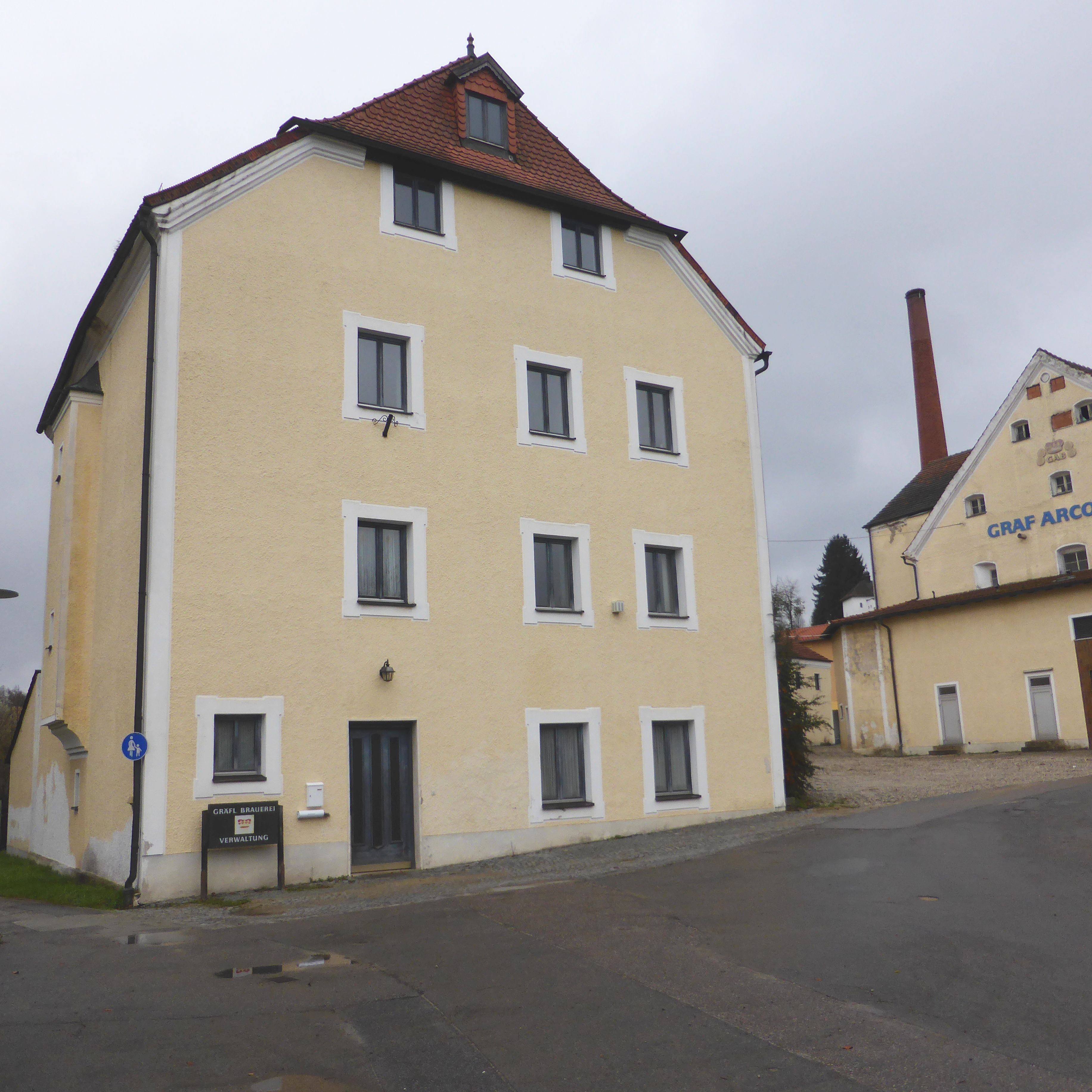
Schloss Birnbach

1616 kauft Hans Heinrich Starzauer Birnbach von Hans Georg Vorstauer, dem Sohn des bereits genannten Hans Vorstauer. Diesem wurde die Niedergerichtsbarkeit wieder eingeräumt. Nach dessen Tod erhalten seine Söhne Johann Ardolph und Urban am 3. Juli 1635 die Lehen Birnbach, Brunndobl und Neudau. Nach dem Tod des letzten Starzhauseners kauft Cassian Schmid von Haslach, Pfleger zu Aibling und Geheimer Ratsvicekanzler und Obristenlehenprobst, 1672 den Sitz zu Birnbach. Für seine Verdienste wird er von der Lehenschaft befreit und Birnbach wird ab 14. März 1673 sein und seiner Erben Eigen. Bis 1803 bleibt diese Familie auf Birnbach.
Aufgrund von Insolvenz wurde dann der Besitz an die verwitwete Kurfürstin von Bayern, Maria Leopoldina, verkauft. Diese veräußerte ihn weiter an den königlichen Advokaten Dr. von Nibler. Dieser stieß ihn, nachdem der Grundbesitz, das Bräuhaus und die Ökonomie verkauft waren, 1828 an den Handelsmann und Bürgermeister von Landau, Anton Gerhager, ab. 1831 verkaufte dieser das Besitztum an den Herren von Lang.
Noch am 1. August 1822 wurde Birnbach als Patrimonialgericht II. Klasse bestätigt. Von 1831 bis zu seinem Tod im Jahr 1843 war Lorenz von Lang Inhaber der Herrschaft Birnbach. 1838 kam Birnbach vom Landgericht Pfarrkirchen zum Landgericht Griesbach. Anträge von Birnbach, weiterhin bei Pfarrkirchen zu verbleiben, wurden 1922 endgültig abgewiesen.
Im 19. Jahrhundert erwarben die Grafen von Arco-Valley das mittelalterliche Gut unweit der Kirche und errichteten eine Brauerei auf den Grundstücken des einstigen Adelssitzes. Ein Teil des ehemaligen Schlosses ist noch erhalten, dabei handelt es sich um einen dreigeschossigen Putzbau mit einem Halbwalmdach und einem Erker an der Westseite; der Bau dürfte noch aus dem 18. Jahrhundert stammen.